# Tőzsdecápák – A pénz nem alszik
A Tőzsdecápák – A pénz nem alszik (eredeti cím: Wall Street 2 vagy Wall Street 2: Money Never Sleeps) 2010-es amerikai filmdráma Oliver Stone rendezésében, a Tőzsdecápák (1987) című film folytatása. A főszerepet Michael Douglas, Shia LaBeouf, Josh Brolin, Carey Mulligan, Frank Langella, Susan Sarandon és Eli Wallach (utolsó szerepe) alakítja.
A forgatás 2009 szeptembere és novembere között zajlott New Yorkban. Miután kétszer is elhalasztották a megjelenési dátumot, világszerte 2010. szeptember 24-én került mozikba a 20th Century Fox forgalmazásában. Annak ellenére, hogy a 2010-es cannes-i fesztiválon pozitív fogadtatásban részesült, a film vegyes véleményeket kapott a kritikusoktól.

## Cselekmény
Gordon Gekko (Douglas) összefog Jacob Moore-ral (LaBeouf), hogy megbosszulja Jacob mentorának halálát.

## Szereplők
| Szerep           | Színész          | Magyar hang        |
| ---------------- | ---------------- | ------------------ |
| Gordon Gekko     | Michael Douglas  | Dörner György      |
| Jacob Moore      | Shia LaBeouf     | Hamvas Dániel      |
| Bretton James    | Josh Brolin      | Bozsó Péter        |
| Winnie Gekko     | Carey Mulligan   | Bogdányi Titanilla |
| Sylvia Moore     | Susan Sarandon   | Kovács Nóra        |
| Jules Steinhardt | Eli Wallach      | Versényi László    |
| Lewis Zabel      | Frank Langella   | Barbinek Péter     |
| Bud Fox          | Charlie Sheen    | Forgács Péter      |
| Dr. Masters      | Austin Pendleton | Szokolay Ottó      |
| Audrey           | Vanessa Ferlito  | Solecki Janka      |

## Elismerések
| Díj                                   | Ünnepség dátuma    | Kategória                                          | Átvevő(k)       | Eredmény |
| ------------------------------------- | ------------------ | -------------------------------------------------- | --------------- | -------- |
| Palm Springs Nemzetközi Filmfesztivál | 2011. január 8.    | Áttörő teljesítmény-díj (valamint a Ne engedj el!) | Carey Mulligan  | Elnyerte |
| 68. Golden Globe-gála                 | 2011. január 16.   | Legjobb férfi mellékszereplő                       | Michael Douglas | Jelölve  |
| 2011 Teen Choice Awards               | 2011. augusztus 7. | Choice Movie: Színész Dráma                        | Shia LaBeouf    | Jelölve  |
| Jelmeztervezők-díjai                  | 2011. február 22.  | Kiemelkedő teljesítmény a filmben                  | Ellen Mirojnick | Jelölve  |